# ريموند لوي
ريموند لوي (Raymond Loewy) (ولد في 5 نوفمبر 1893 وتوفي في 14 يوليو 1986)هو مصمم صناعي وأول من ظهر على غلاف مجلة تايم في 31 أكتوبر 1949. وعلى الرغم من ميلاده في فرنسا إلا أنه قضى معظم حياته المهنية في الولايات المتحدة. وكان من بين أعماله شعارات شيل وشعارات بي بي (BP) السابقة وأتوبيس سينيكورويزر (Scenicruiser) التابع لشركة جريهاوند وآلات بيع كوكا كولا ومقطورات GG1 وS-1 التابعة لسكة حديد بنسيلفينيا وعلبة سجائر لاكس سترايك ومبردات كولد سبوت وموديلات سيارة ستوديبيكر أفانتي (Studebaker Avanti) وسيارة تشامبيون (Champion) وزي سلاح الجو واحد. واستمرت حياته المهنية لما يزيد على سبعة عقود.

## حياة ريمون لوي
ولد في باريس في عام 1893، من عائلة يهودية، وهو ابن ماكسيميليان لووي، وهو صحفي فييني، وزوجته الفرنسية، ماري ليمبيلم. كان إنجازا في وقت مبكر من تصميمه لطائرة نموذجية ناجحة، الذي فاز بعد ذلك بكأس جوردون بينيت في عام 1908. بحلول عام التالي وقال انه كان يبيع الطائرة، واسمه ايريل.
خدم في الجيش الفرنسي خلال الحرب العالمية الأولى، حصل على رتبة نقيب. وأصيب [لووي] في القتال وتلقى كروا الحركي. استقل سفينة إلى أمريكا في عام 1919 في زي ضابط فرنسي وكان يملك 50 دولارا فقط في جيبه.

## البداية
سنوات لووي المبكرة في الولايات المتحدة، عاش في نيويورك وعثر على عمل كمصمم نوافذ للمتاجر، بما في ذلك متاجر ميسي، واناماكر وساكس بالإضافة إلى ذلك عمل كرسام أزياء لمجلة فوغ وهاربرز بازار. في عام 1929 حصل أول ترقية للتصميم الصناعي له الذي ساعد في ظهور آلة الاستنساخ بواسطة كيستتنير. وعمل أيضا لستنجهاوس، لصالح شركة هوب موتور (Hupmobile styling)، وقام بتصميم ثلاجة الكولدسبوت لصالح سيرز روبوك-. وكان هذا المنتج هو الذي أنشأ سمعته كمصمم صناعي.
افتتح مكتب لندن في منتصف عام 1930 الذي لا يزال يعمل حتى الآن [ما هي؟]
.
وكان والد لووي مولع بالتراث اليهودي، على الرغم من أنه قلل هذا الجانب من تراثه، لووي استأجر العديد من المصممين اليهود الفارين من ألمانيا النازية في شركته.

## وصلات خارجية
- ريموند لوي على موقع IMDb (الإنجليزية)
- ريموند لوي على موقع الموسوعة البريطانية (الإنجليزية)
- ريموند لوي على موقع مونزينجر (الألمانية)
- ريموند لوي على موقع إن إن دي بي (الإنجليزية)

- RaymondLoewy.org – official site of Loewy Design, LLC
- LoewyMuseum.org – official site of the forthcoming Raymond Loewy Museum & Library
- RaymondLoewy.com – official site website of Raymond Loewy
- The Raymond Loewy Foundation نسخة محفوظة 31 ديسمبر 2009 على موقع واي باك مشين.
- Raymond Loewy Tribute Site – (English/German)